# Calaítos
 (juillet 2023).
Calaítos est un groupe de tecno-rumba espagnol. Lors de sa première formation, le groupe est composé d'Alberto Garrido Fernández (chanteur), de María del Pilar Valero Barral (chanteuse) et de David Domínguez Paredes (claviériste-guitariste).

## Histoire
Leur premier album, Como un volcán, sorti en 1995, sous la direction de Daniel Muneta et distribué par Producciones AR. Après cette première expérience en tant que groupe et en raison de leur énorme succès, ils décident de dédier leur deuxième album à Noël. Celui-ci s'intitule Canción de paz,. Après ces titres, ils enchaînent en 1996 avec Desnuda tu corazón, dans lequel ils remplacent Alberto par Benjamín Paredes. Peu après, ils entament leur première tournée. À la fin 1997, ils sortent Aun le sigues queriendo. Quelques mois plus tard, David quitte le groupe et entame une carrière de chanteur et de compositeur, formant le duo Dabel avec Anabel Conde (qui avait représenté l'Espagne à l'Eurovision en 1995),.
Leur album suivant sort en 2000 et s'intitule Es como un sueño. À cette occasion, des tendances plus latines se font entendre et le groupe n'est déjà plus formé que de Pilar et Alberto. En 2001, Pilar décide de quitter Calaítos et de s'engager dans une nouvelle voie. Elle est remplacée par Marga Monge, qui enregistre l'album Navidad con alegría. Alberto, quant à lui, ne se résigne pas à la dissolution du groupe et, après le départ de Marga, enregistre un sixième album Hay otra persona, dans lequel il s'adjoint la collaboration d'Olga Portillo (ancienne candidate du programme télévisé Popstars) pour le rôle féminin. Cet album met un terme à sa carrière.
Après quatorze ans d'absence, Pilar revient à utiliser le nom Calaítos, pour former un duo avec Victor Salguero. En 2017, ils sortent De vuelta, un album dans lequel ils continuent de revendiquer le style tecno-rumba, et en 2021 une nouvelle reprise remixée de la chanson Como un volcán ; cette formation et leurs dernières œuvres n'ont pas eu la répercussion d'antan. D'autre part, depuis 2008, Pilar a sorti plusieurs projets solo, sous le nom de scène Calaíta,.

## Style musical
Depuis leurs débuts en 1995, ils ont réussi à vendre environ un million d'albums en cumulant l'ensemble de leur discographie. Un chiffre considérable, malgré le manque de promotion. Leurs représentants les plus célèbres sont le groupe Camela, avec lequel ils ont partagé l'arrangeur et le label.

## Discographie

### Albums studio
- 1995 : Como un volcan (Producciones AR)
- 1995 : Canción de paz (Producciones AR)
- 1996 : Desnuda tu corazón (Producciones AR)
- 1997 : Aun le sigues queriendo (Producciones AR)
- 2000 : Es como un sueño (Producciones AR)
- 2003 : Hay otra persona (Producciones AR)
- 2017 : De vuelta (Conarte)

### Compilations
- 1997 : Como un volcán, Mi dulce veneno, Moriría por ti, Los abuelos y otras..
- 2001 : Navidad Con Alegría. Aguardiente y Pestiños
- 2003 : Calaitos
- 2004 : Petalos de abril, Amar a dos, La Quiero a morir, cuentame y otras...